# Lazarević
Pour les articles homonymes, voir Lazarević (homonymie).

Armoiries de la famille Lazarević.

Les Lazarević, en cyrillique Лазаревић (pluriel Лазаревићи), furent la dernière grande dynastie serbe au Moyen Âge. Leur règne dura de 1371 à 1427. Elle compte deux souverains :
- Lazar Hrebeljanović (1371-1389) ;
- Stefan Lazarević (1389-1427).

## Arbre généalogique
- Pribac Hrebeljanović, chancelier de l'empereur Stefan Uroš IV Dušan
  - Lazar Hrebeljanović (1329-1389), prince de Serbie, épouse Milica (dynastie Nemanjić)
    - Stefan Lazarević (vers 1377-1427), prince puis despote de Serbie
    - Mara (morte en 1426), épouse Vuk Branković
      - Dynastie Branković

    - Vuk Lazarević (mort en 1410)
    - Mara ou Dragana (morte avant 1395), épouse Ivan Chichman, tsar de Bulgarie
    - Teodora (morte avant 1405), épouse Nikola II Gorjanski, palatin de Hongrie et ban de Croatie
    - Jelena (morte en 1443), épouse Đurađ II Balšić, prince de Zeta, puis Sandalj Hranić, grand-duc de Bosnie
    - Olivera (1372 – après 1444), épouse Bayezid Ier, sultan ottoman

## Référence
- http://fmg.ac/Projects/MedLands/SERBIA.htm